# Kalimath
Kalimath – wieś w Indiach, w stanie Uttarakhand. W 2011 roku liczyła 545 mieszkańców.